# El Monestir d'Avellanes
El Monestir d'Avellanes és un nucli de població del municipi d'Os de Balaguer, a la Noguera.
A una altitud de 536 m sobre el nivell del mar, se centra al voltant de del monestir de Santa Maria de Bellpuig de les Avellanes. Està situat al peu de la carretera C-12, al km 181,4. Per mitjà d'aquesta carretera es comunica amb Àger (18 km), amb el cap del municipi Os de Balaguer (4,2 km) i amb Balaguer (13,2 km). Una carretera local mena directament a Vilanova de la Sal (2,8 km).
A primers de gener de 2019 tenia 20 habitants.